# Josef Koch (Mediziner, 1895)
Josef Koch (* 20. September 1895 in St. Wendel, Saarland; † 18. März 1983 in Telgte, Nordrhein-Westfalen) war ein deutscher Arzt. Er war nahezu 50 Jahre praktischer Arzt in Telgte. 
Nach dem Abitur begann Josef Koch  mit dem Studium der Medizin, das durch den Ersten Weltkrieg unterbrochen wurde. Als Leutnant nahm er an der Westfront am Ersten Weltkrieg teil, wurde dreimal verwundet und erhielt das Eiserne Kreuz II. Klasse und I. Klasse sowie das silberne Verwundetenabzeichen. Nach längerer Gefangenschaft führte er sein Medizinstudium in Bonn zu Ende und ließ sich in den 1920er-Jahren als praktischer Arzt in Telgte nieder.
Die Gründung des Deutschen Roten Kreuzes in Telgte im Jahre 1933 ist auf seine Initiative zurückzuführen. In Anbetracht seiner Verdienste um die Allgemeinheit wurde ihm am 30. Juni 1968 anlässlich der Zusammenlegung der bis dato eigenständigen Gemeinden Telgte-Stadt und Kirchspiel Telgte die Ehrenbürgerschaft der Stadt Telgte verliehen. Der Beschluss hierzu erfolgte am 31. Mai 1968.
Am 20. Februar 1973 wurde Koch für das Bundesverdienstkreuz am Bande vorgeschlagen. Zur Begründung hieß es: „Nach wie vor steht er Tag für Tag und Nacht für Nacht trotz seines hohen Alters im wahren Sinne des Wortes allen Bevölkerungsschichten zur Verfügung. Seine außerordentliche soziale Einstellung auf den verschiedensten Gebieten ist der gesamten Telgter Bevölkerung seit Jahrzehnten bekannt.“ Die Verleihung erfolgte am 4. Dezember 1974 und wurde überreicht durch Hugo Pottebaum, Landrat des Kreises Münster, mit den Worten: „Sie entsprechen den Idealvorstellungen eines Landarztes.“
Nach ihm ist die Dr.-Josef-Koch-Straße in Telgte benannt.